# Gmatwica trójbarwna

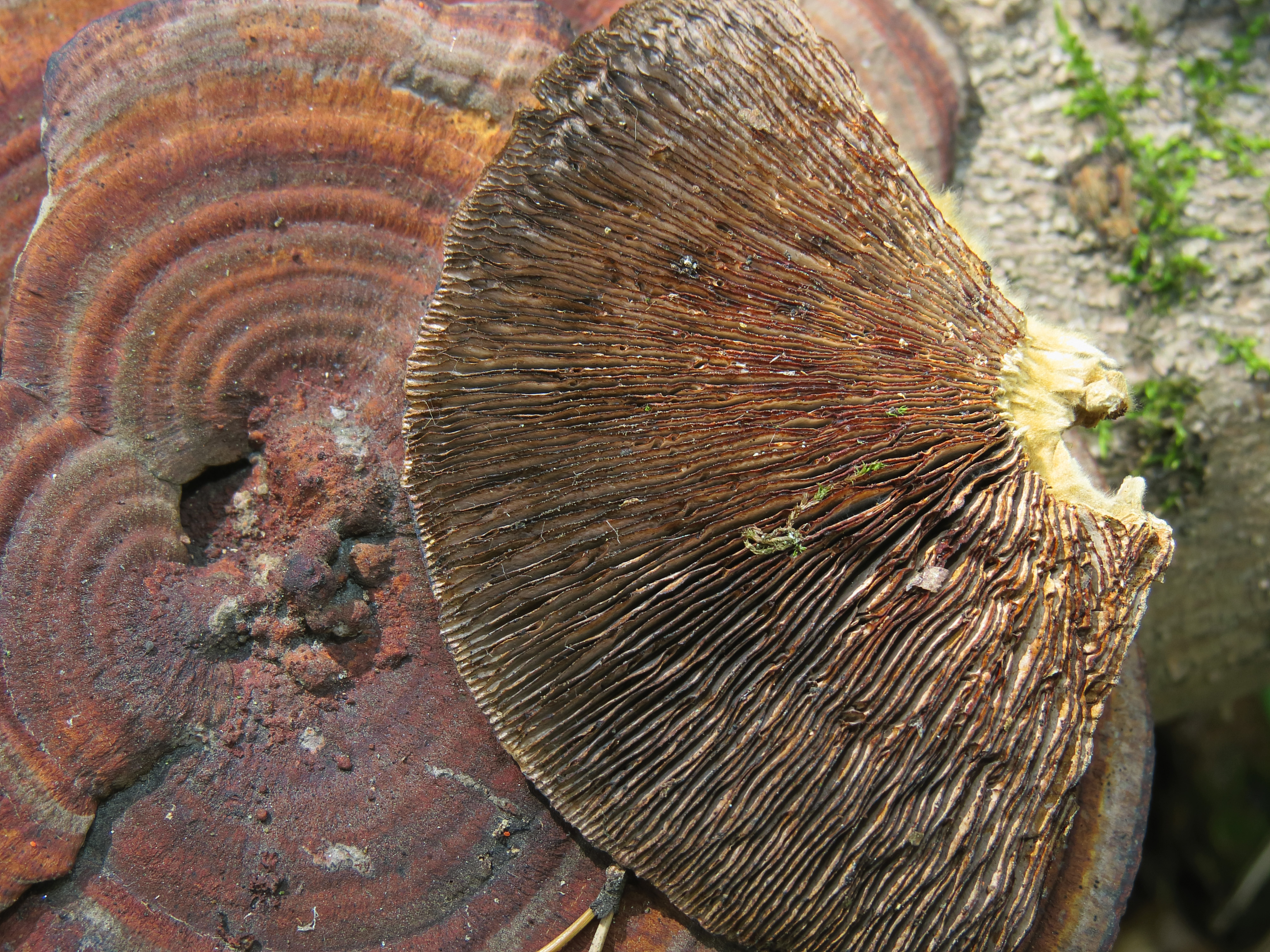

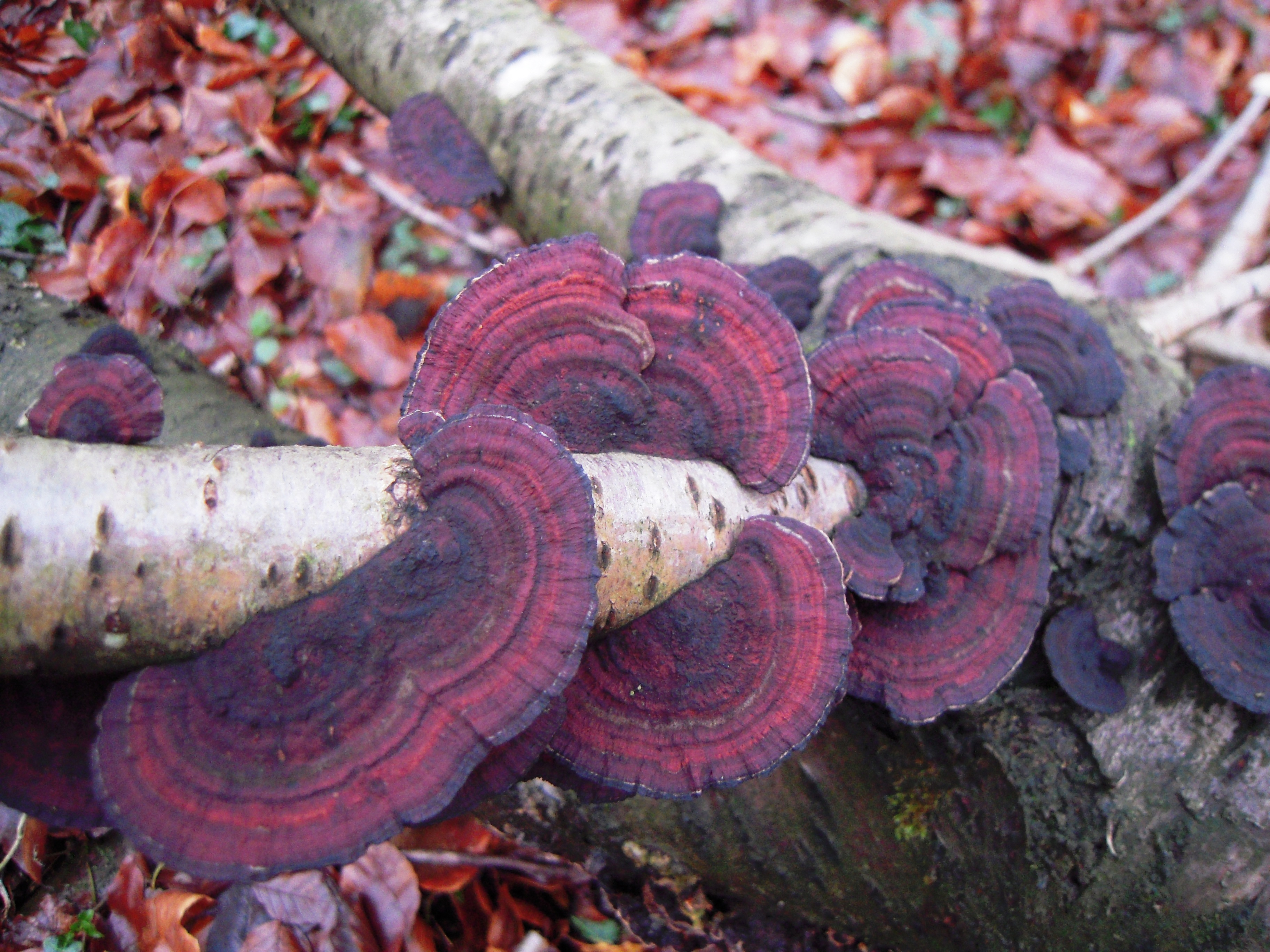

Gmatwica trójbarwna (Daedaleopsis tricolor (Bull.) Bondartsev & Singer) – gatunek grzybów należący do rodziny żagwiowatych (Polyporaceae).

## Systematyka i nazewnictwo
Pozycja w klasyfikacji według Index Fungorum: Daedaleopsis, Polyporaceae, Polyporales, Incertae sedis, Agaricomycetes, Agaricomycotina, Basidiomycota, Fungi.
Po raz pierwszy takson ten zdiagnozował w roku 1791 Jean Baptiste François Pierre Bulliard nadając mu nazwę Agaricus tricolor. Obecną, uznaną przez Index Fungorum nazwę nadali mu w roku 1941 Appollinaris Semenovich Bondartsev i R. Singer, przenosząc go do rodzaju Daedaleopsis.
Synonimów naukowych ma ok. 40. Niektóre z nich:

- Agaricus sepiarius var. tricolor (Bull.) Pers. 1801
- Agaricus tricolor Bull. 1791
- Agaricus tricolor var. bicolor Alb. & Schwein. 1805
- Agaricus tricolor Bull. 1791 var. tricolor
- Cellularia tricolor (Bull.) Kuntze 1898
- Daedalea confragosa var. tricolor (Bull.) Domański, Orloś & Skirg. 1967
- Daedalea sepiaria subsp. tricolor (Bull.) Pers. 1828
- Daedalea sepiaria var. tricolor (Bull.) Fr. 1829
- Daedalea tricolor (Bull.) Fr. 1828
- Daedaleopsis confragosa var. tricolor (Bull.) Bondartsev & Singer 1953
- Ischnoderma tricolor (Bull.) Zmitr. 2001
- Lenzites tricolor (Bull.) Fr. 1838
- Lenzites tricolor f. trametoidea Trotter 1925
- Lenzites tricolor (Bull.) Fr. 1838 f. tricolor
- Lenzites tricolor var. daedalea Bourdot & Galzin 1925
- Lenzites tricolor (Bull.) Fr. 1838 var. tricolor
- Trametes rubescens var. tricolor (Bull.) Pilát 1932
- Trametes tricolor (Bull.) Lloyd 1920

Nazwę polską nadał Władysław Wojewoda w 1999 r. W polskim piśmiennictwie mykologicznym gatunek ten opisywany był też jako siatkowiec trójbarwny i gmatwek chropowaty odmiana blaszkowata.

## Morfologia
Owocnik
Huba o rocznym, okrągłym owocniku osiągającym średnicę do 14 cm i grubość 1–3 cm u podstawy. Nie posiada trzonu, do podłoża przyrasta bokiem, lub różnymi miejscami dolnej strony kapelusza. Powierzchnia naga, koncentrycznie strefowana i bruzdowana, początkowo szara, jasnobrunatna, potem czerwonawa.
Hymenofor
Przeważnie blaszkowaty, czasami blaszkowato-rurkowaty, nigdy jednak nie jest w całości rurkowaty. Rurki z porami występują zazwyczaj u podstawy owocnika, na jego zewnętrznych częściach natomiast blaszki, które czasami dichotomicznie rozgałęziają się. Rurki o długości do 3 mm i średnicy 0,5–1 mm, pory w liczbie 1–2 na mm. Blaszki w liczbie 10–17 na 1 cm. Warstwa blaszek lub rurek ma grubość do 1,4 cm.
Cechy mikroskopijne;
Kontekst jasnobrązowy, twardy, z cienką i ciemną warstewką u podstawy. System strzępkowy trimityczny. Strzępki generatywne ze sprzążkami, cienkościenne, hialinowe, sporadycznie rozgałęzione, o szerokości 2–6 μm. Strzępki szkieletowe jasnobrązowe, gęste, rzadko rozgałęzione, o szerokości 4–7 μm. Strzępki łącznikowe żółtawo-brązowe, grubościenne, często rozgałęzione, o szerokości 2–4,5 μm. Czasami występują brązowe, grubościenne u podstawy i cienkościenne na końcach dendrohyfidy o długości do 30 μm. Cystyd brak. Podstawki wąskomaczugowate, 4-sterygmowe, o rozmiarach 30–45 × 4–5 μm, ze sprzążką u podstawy. Bazydiospory cylindryczne, lekko zakrzywione, gładkie, hialinowe, nieamyloidalne, o rozmiarach 9–11 × 2–2,5 μm.

## Występowanie i siedlisko
Gmatwica trójbarwna występuje tylko na półkuli północnej. Notowana jest w Ameryce (USA), Europie i Azji (Mongolia, Chiny, Korea, Japonia). W Polsce jest rzadka. Znajduje się na Czerwonej liście roślin i grzybów Polski. Ma status R – gatunek potencjalnie zagrożony z powodu ograniczonego zasięgu geograficznego i małych obszarów siedliskowych
Grzyb nadrzewny rosnący na drzewach liściastych. W Polsce notowany na brzozie brodawkowatej, buku pospolitym i topoli osice. W innych krajach notowany szczególnie często na wierzbach, poza tym na olszach, brzozach, leszczynach, bukach, jesionach, orzechu włoskim, jabłoniach, śliwach i jarzębach. Rozwija się na pniach i gałęziach tych drzew, głównie na drzewach martwych, ale czasami atakuje również osłabione, żywe drzewa

## Znaczenie
Grzyb niejadalny. Saprotrof lub pasożyt powodujący białą zgniliznę drewna. 

## Gatunki podobne
Gmatwica chropowata (Daedaleopsis confragosa) ma bardziej jednolicie ubarwiony owocnik, bez czerwonych odcieni i inny, nie tak blaszkowaty hymenofor.